# Trymalium urceolare
Trymalium urceolare là một loài thực vật có hoa trong họ Táo. Loài này được (F. Muell.) Diels miêu tả khoa học đầu tiên năm 1904.